# Кубок Тулпара
Кубок Тулпара — мини-футбольный турнир, который разыгрывался в Казахстане с 2002 по 2008 год. Проводился в предсезонный период в городе Караганда, где базировалась команда «Тулпар». Всего было проведено пять розыгрышей турнира. Трижды победителем кубка становился российский «Спартак».

## История
Впервые турнир был разыгран в 2002 году. Принимающей стороной выступал мини-футбольный клуб «Тулпар» из Караганды. В качестве участников первого розыгрыша были приглашены клубы «Русич» и «Сибиряк» из Первой лиги России, казахский клуб «Жигиттер», а также сборная клубов Узбекистана. Победителем в итоге стали хозяева турнира.
Во втором розыгрыше участвовало уже восемь команд. Пять представителей России — московские «Арбат» и «Спартак», щелковский «Спартак», казанский «Приволжанин», «Тюмень», якутская «Заря», а также казахский «Цементник». В финальной игре щелковский «Спартак» уступил московскому «Спартаку» с разгромным счётом (0:10). В составе победителей играли четверо бразильцев Алесио, Жоан, Какау и Сирило.
Третий турнир прошёл с 21 по 26 августа 2004 года при участии шести клубов: московского «Спартака», «Норильского Никеля», «Арбата», казахстанских «Кайрата» и «Тулпар», а также сборной Узбекистана. Победителем кубка стали «норникельцы», обыграв в финале хозяев турнира. В следующем году победителем во второй раз в истории стал московский «Спартак». За победу в турнире россияне получили приз в размере 10 тысяч долларов. Позднее турнир не проводился в течение трёх лет из-за отсутствия финансовых средств.
Последний розыгрыш Кубка Тулпара состоялся в августе 2008 года. Кроме хозяев, в нём приняло участие ещё три команды: сборная Кыргызстана, азербайджанский «Экол» и российский «Спартак», ставший победителем турнира и завоевавший третий титул.

## Результаты
| №   | Год  | Уч. | Призёры           | Призёры           | Призёры    | Призёры          |
| №   | Год  | Уч. | Победитель        | 2-е место         | 3-е место  | 4-е место        |
| --- | ---- | --- | ----------------- | ----------------- | ---------- | ---------------- |
| I   | 2002 | 5   | Тулпар            |                   |            |                  |
| II  | 2003 | 8   | Спартак (Москва)  | Спартак (Щёлково) | Тюмень     | Приволжанин      |
| III | 2004 | 6   | Норильский никель | Тулпар            | Кайрат     | Спартак (Москва) |
| IV  | 2005 | 6   | Спартак (Москва)  | Кайрат            | Тулпар     | Дина             |
| V   | 2008 | 4   | Спартак (Руза)    | Тулпар            | Кыргызстан | Экол             |

## Лучшие игроки
| Сезон | Лучший игрок                           | Лучший вратарь                       | Лучший защитник                 | Лучший нападающий        | Лучший бомбардир                     | Приз зрительских симпатий     |
| ----- | -------------------------------------- | ------------------------------------ | ------------------------------- | ------------------------ | ------------------------------------ | ----------------------------- |
| 2003  | Жоан (Спартак Москва)                  | Андрей Попков (Спартак Москва)       | Владимир Нахратов (Приволжанин) | Денис Абышев (Тюмень)    | Сирило (Спартак Москва, 10 голов)    |                               |
| 2004  | Милевой Семеунович (Норильский Никель) | Андрей Тверянкин (Норильский Никель) | Эду (Спартак)                   | Какао (Кайрат)           | Денис Самохвалов (Тулпар, 6 голов)   | Андрей Кузнецов (Тулпар)      |
| 2005  |                                        | Олег Левин (Арбат)                   | Дмитрий Горин (Спартак)         | Какау (Кайрат)           | Алешандре (Спартак)                  | Биро Жаде (Тулпар)            |
| 2008  |                                        | Гасан-Заде (Экол)                    | Жеральдо (Тулпар)               | Николай Плахов (Спартак) | Александр Антипов (Спартак, 7 голов) | Нуржан Джетыбаев (Кыргызстан) |